# Saguinus geoffroyi
Il tamarino di Geoffroy o tamarino calvo (Saguinus geoffroyi Pucheran, 1845) è un primate platirrino della famiglia dei Callitricidi, da non confondere con l'affine uistitì di Geoffroy (Callithrix geoffroyi).
Veniva un tempo considerato una sottospecie di Saguinus oedipus (S. oedipus geoffroyi) sprovvista del caratteristico ciuffo, da cui il nome comune.

## Distribuzione
Vive in Costa Rica sud-orientale, Panama e Colombia nord-occidentale (Dipartimento di Chocó): è l'unico callitricide a vivere in America Centrale, anche se recentemente sembrerebbero state individuate delle popolazioni di Saguinus fuscicollis a Panama, il porterebbe il numero di specie di callitricidi centroamericane a due.

Preferisce le aree di foresta pluviale secondaria e di foresta cespugliosa.

## Descrizione

### Dimensioni
Misura fino a 65 cm di lunghezza, di cui più della metà spettano alla coda (40 cm), per un peso di circa 400 g.

### Aspetto
Il pelo è bruno-nerastro sul dorso, mentre la parte ventrale e la parte interna delle zampe sono bianche: un triangolo bianco è presente anche sulla sommità del cranio, mentre il collo e la coda sono rossicci. Le parti nude del corpo (sottocoda, mani, faccia) e la punta della coda sono nere.

## Biologia
Si tratta di animali diurni ed arboricoli: vivono in gruppi di 2-20 individui. Rispetto ad altre specie di tamarino, ha abitudini più territoriali, in quanto ogni mattina gli esemplari pattugliano i confini del proprio territorio marcandoli tramite ghiandole soprapubiche e sottocaudali. Qualora un intruso violi i confini, hanno luogo delle dispute nelle quali i maschi si comportano aggressivamente gli uni con gli altri, mentre le femmine marcano ossessivamente il territorio ed emettono i richiami che solitamente vengono emessi per mettere il gruppo in guardia da un predatore.

### Alimentazione
Si nutre principalmente di insetti e frutta, preferendo i grossi ortotteri, ma all'occorrenza non disdegna di mangiare nettare. Durante la stagione delle piogge, questi animali accumulano un consistente strato adiposo, che viene poi smaltito durante la stagione secca, quando il cibo è più scarso.

### Riproduzione
La stagione riproduttiva cade fra gennaio e febbraio. La femmina dominante è l'unica del gruppo a potersi riprodurre, accoppiandosi promiscuamente con tutti i maschi. La gestazione dura circa cinque mesi, al termine dei quali vengono dati alla luce due gemelli, che vengono accuditi principalmente dai maschi e lasciati alla madre solo per la poppata. I cuccioli vengono svezzati attorno ai tre mesi di vita e raggiungono la maturità sessuale a due anni d'età.
La speranza di vita di questi animali si aggira intorno ai tredici anni di vita.